# كارل وال
كارل وال (بالألمانية: Karl Wahl)‏ (24 سبتمبر 1892 – 18 فبراير 1981) كان غاولايتر نازي في سوابيا من بداية جاو في عام 1928 حتى انهيار ألمانيا النازية في عام 1945.
بعد الحرب، قضى وال 3 سنوات ونصف في السجن قبل إطلاق سراحه في أواخر عام 1948. في عام 1954، أصبح أول حارس سابق ينشر سيرته الذاتية.

## الحياة

### حياة سابقة
وُلِد كارل وَال باعتباره الطفل الثالث عشر لرجل غليان في آلن، ثم في مملكة فورتمبرغ، في عام 1892.

### العصر النازي

شارة سيارة الغاولايتر

أصبح واهل شاليتر من شوابيا في 1 أكتوبر 1928 وشغل هذا المنصب حتى نهاية الحرب العالمية الثانية في مايو 1945، عندما تم إلغاء الغاو.

## روابط خارجية
- كارل وال على موقع مونزينجر (الألمانية)